# Tuy (Burquina Fasso)
O Tuy é uma província de Burquina Fasso localizada na região Hauts-Bassins. Sua capital é a cidade de Houndé.

## Departamentos

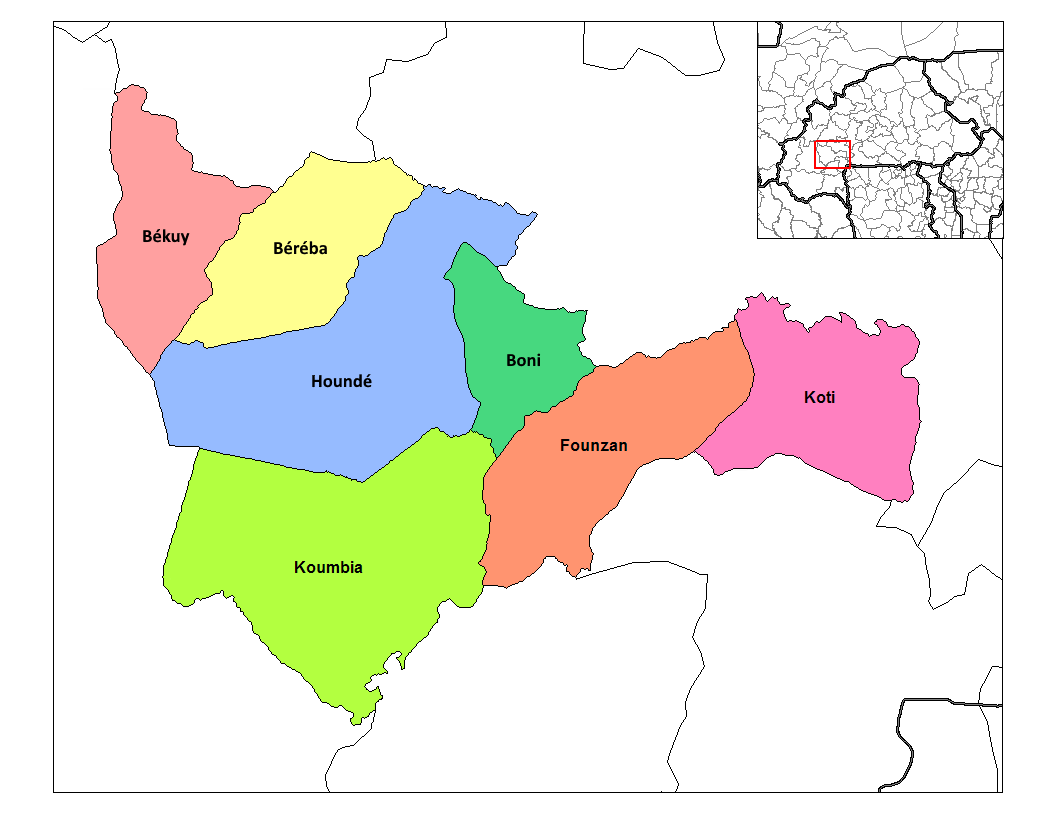
Localização dos diversos departamentos da província do Tuy, Burkina Faso

A província do Tuy está dividida em sete departamentos:
- Békuy
- Béréba
- Boni
- Founzan
- Houndé
- Koti
- Koumbia